# 크로커다일 (2000년 영화)
크로커다일(Crocodile)은 미국에서 제작된 토브 후퍼 감독의 2000년 스릴러, 공포 영화이다. 마크 맥로린 등이 주연으로 출연하였고 프랭크 드마티니 등이 제작에 참여하였다.

## 출연

### 주연
- 마크 맥로린
- 케이틀린 마틴
- 크리스 솔라리
- 섬마 나이트

### 조연
- D.W. 레이저
- 줄리 민츠
- 렛 조던
- 해리슨 영
- 그렉 웨인
- 테렌스 에반스
- 래리 우디

## 제작진
- 미술: 휘트니 브룩 휠러
- 특수효과: 로버트 커츠먼
- 특수효과: 그레고리 니코테로
- 특수효과: 하워드 버거
- 의상: 카린 후퍼
- Ass-PD: 번 크로풋
- Ass-PD: 리 라자로
- 공동기획: 에디 차미치언
- 배역: 캐시 헨더슨
- 배역: 도리 주커먼
- 배역: 레베카 퀴로즈